# 周南 (嘉靖壬辰進士)
周南（1494年—？年），字道南，號東皐，河南省汝州郟縣人，明朝政治人物。

## 生平
嘉靖元年（1522年）壬午科河南鄉試第五十九名舉人，嘉靖十一年（1532年）壬辰科第三甲第一百四十六名進士。吏部觀政，授行人，十四年十一月选授山東道試御史，十五年五月实授，二十二年巡按陕西，二十三年正月升浙江按察司副使。

## 家族
曾祖周璜；祖周榮；父周玘；母王氏。永感下。子周壎；周華；周蕚。